# Gino Gatta
Gino Gatta (Campiano, 10 ottobre 1909 – Classe, 24 luglio 1972) è stato un partigiano e politico italiano, noto col nome di battaglia di Zalet. Fu il primo sindaco di Ravenna dopo la Liberazione.

## Biografia
(Slogan della campagna elettorale per il sindaco di Ravenna, 1946.)
Figlio di braccianti agricoli, Gino Gatta si trasferì in città per lavorare come garzone nella bottega di un barbiere, luogo di ritrovo di socialisti e antifascisti. Prese il soprannome Zalét per il suo particolare colorito "giallo".
Il 18 ottobre 1932 (poco prima del decennale della Marcia su Roma) venne arrestato perché sospettato di aver diffuso volantini sovversivi e schedato come "comunista" al Casellario Politico Centrale e come tale ammonito e vigilato.

Seppur amnistiato nel gennaio del 1933, Gatta continuò a subire persecuzioni da parte dei fascisti e decise quindi di passare in Francia e da qui, in Spagna, per unirsi alle Brigate Internazionali: durante il tentativo fu tuttavia arrestato dalle autorità francesi e detenuto nel carcere di Nizza per un mese, dal 24 settembre al 27 ottobre 1937 per "usurpazione di stato civile e dissimulazione di identità". Liberato, decise di rientrare a Ravenna per cercare di riorganizzare le cellule del PCI, tanto da divenire, nel tempo, uno dei più autorevoli dirigenti del suo partito.
Dopo l'8 settembre 1943 fu di grande rilievo il suo ruolo nella Resistenza romagnola: l'11 settembre 1943, prese parte alla riunione fondativa della Resistenza romagnola, tenutasi all'Hotel Mare-Pineta di Milano Marittima e a cui parteciparono, oltre a lui, Arrigo Boldrini, Ennio Cervellati, Giuseppe D'Alema, Riccardo Fedel, Giovanni Fusconi, Mario Gordini, Rodolfo Salvagiani, Agide Samaritani, Vincenzo Giardini e Zoffoli; fu comandante provinciale delle S.A.P. ravennati, Commissario politico della "28ª Brigata Garibaldi", comandata dapprima da Alberto Bardi e poi da Arrigo Boldrini, e fu una delle figure chiave della «Battaglia delle Valli»
Il 6 aprile 1946, alle prime elezioni amministrative, Gino Gatta fu eletto Sindaco di Ravenna, a capo di una lista unica frutto dell'alleanza tra PCI, Partito Socialista Italiano e Partito d'Azione. Si dimise nel 1950 per rimanere in politica, quale vicepresidente della Provincia di Ravenna, ancora fino al 1956. Abbandonato dal partito, tornò a fare i mestieri più umili, come portare a domicilio le bombole del gas da cucina. Si ritirò in un casolare nella pineta di Classe, ove, malato, lo colse la morte a 63 anni.

## Onorificenze
Medaglia d'argento al valor militare